# Google Lunar X Prize
El Google Lunar X PRIZE ―a veces nombrado simplemente como Moon 2.0―, es una competición espacial organizada por la Fundación X Prize, y anteriormente patrocinada por Google. El premio fue anunciado el 13 de septiembre de 2007.

## Resumen de la competición
La competición reta a los participantes a lanzar una sonda espacial hacia la Luna, conseguir un alunizaje y hacer funcionar un pequeño rover por la superficie selenita. El premio consiste en 20 millones de dólares para el primer equipo que consiga aterrizar un rover en la Luna, hacerle recorrer al menos 500 metros y transmitir a la Tierra imágenes o vídeo de alta definición. El segundo lugar será dotado con un premio de 5 millones, así como 5 millones en concepto de bonus por objetivos extra tales como recorrer largas distancias (mayores a los 5000 metros), transmitir imágenes de objetos dejados por el ser humano en la Luna durante misiones pasadas, detectar hielo en algún cráter de la superficie o sobrevivir a una noche lunar. EL X Prize ofrece el primer premio hasta el 31 de diciembre de 2012, a partir de entonces ofrece 15 millones hasta el 31 de diciembre de 2014.
El 16 de agosto de 2017, se extendió la fecha límite al 31 de marzo de 2018. Sin embargo, en enero de 2018, se anunció que el premio no tendría ningún ganador, ya que los equipos que todavía formaban parte de la competencia no se encontraban en condiciones de lograr el alunizaje a tiempo. Google retiro su apoyo a la competición, y la Fundación X Prize decidió suspender la competencia.
El 5 de abril de 2018 la Fundación X Prize decidió reactivar el premio, aunque sin premio en metálico debido a que no han encontrado todavía un nuevo patrocinador para la competencia.

## Competidores
En diciembre de 2010 existían 29 equipos registrados para la competición:
- Team Frednet
- Synergy Moon
- C-Base Open Moon
- Part-Time-Scientists
- White Label Space
- Angelicum Chile[8]
- Selene
- Euroluna
- Rocket City Space Pioneers
- Barcelona Moon Team
- Astrobotic espera en convertirse en la primera nave que aterriza en su propio vehículo especial.[9]
- Jurban
- Moon Express
- Next Giant Leap
- Omega Envoy
- Stellar
- Team Puli
- SpaceIL
- Team Italia
- Independence-X
- Odyssey Moon, planean construir y desplegar un robot que aterrizara en la Luna, además de llevar carga científica a la Luna. La nave espacial fue llamada MoonOne (M-1).[9]
- Arca.[10]
- Selenokhod

Equipos retirados
- SCSG se retiró el 24 de mayo de 2008.[11]
- Quantum3 se retiró el 19 de agosto de 2008.
- Micro Space, se retiró en noviembre de 2010.[12]
- Advaeros, se retiró en noviembre de 2010.[13]